# اقتصاد ایتالیا
اقتصاد ایتالیا چهارمین اقتصادِ بزرگ اروپاست و جایگاه هشتم را در جهان از لحاظ تولید ناخالص داخلی اسمی دارد. ایتالیا هشتمین صادر کننده بزرگ جهان با ۵۱۴$ بیلیون صادرات در سال ۲۰۱۶ است. نزدیک‌ترین روابط تجاری ایتالیا با کشورهای عضو اتحادیه اروپاست که حدود ۵۹٪ از کل تجارت آن را تشکیل می‌دهد. بزرگترین طرف‌های تجاری ایتالیا از نظر سهم بازاری، آلمان (۱۲٫۶٪)، فرانسه (۱۱٫۱٪)، ایالات متحده آمریکا (۶٫۸٪)، سوییس (۵٫۷٪)، انگلستان (۴٫۷٪) و اسپانیا (4.4%).
مهمترین صنایع ایتالیا شامل وسایل نقلیه موتوری، ماشین و ابزار آلات، مواد غذایی، مد و لباس، مواد شیمیایی و پلاستیکی، جنگ‌افزار و سرامیک هستند.
از جمله مهم‌ترین محصولات کشاورزی آن می‌توان به گندم، ذرت، چغندرقند، برنج، انگور و زیتون اشاره کرد.
تولید فراوان هلو، کیوی و گلابی، ایتالیا رابه یکی از بزرگترین تولیدکنندگان میوه در جهان تبدیل کرده‌است.
کانال‌های آبی ونیز، شهرهای باستانی رم و سیه نا، برج کج پیزا، فلورانس (پایتخت هنری ایتالیا)، شهرهای سوخته پمپئی و هرکولانیوم در اطراف ناپل، تنوع غذایی، سواحل آفتابی مدیترانه‌ای (مانند ساحل امالفی)، ورزش‌های زمستانی در کوهستان‌های آلپ و جشنواره‌ها سالانه میلیون‌ها گردشگر را به ایتالیا جذب می‌کند.